# الأخوة الآريون
الأخوة الآريون والمعروفة أيضًا باسم البراند هي عصابة سجون نازية جديدة وتنظيم إجرامي ينشط في الولايات المتحدة. يقدر عدد أعضاء العصابة ما يتراوح من 15,000 إلى 20,000 عضو داخل وخارج السجون. وصفها مركز قانون الحاجة الجنوبي بـ«أقدم كبرى عصابات السجون والتنظيمات الإجرامية المنادية بسيادة البيض في البلاد»، في حين أطلقت رابطة مكافحة التشهير على العصابة لقب «أقدم وأشهر عصابة سجون عنصرية في الولايات المتحدة». تشكل عصابة الأخوة الآريون نسبةً ضئيلةً للغاية من إجمالي عدد السجناء الكلي في الولايات المتحدة بحسب ما ذكره مكتب التحقيقات الفدرالي، غير أنها تعد مسؤولةً عن عدد ضخم وغير متناسب من جرائم القتل في السجون.
ركزت العصابة على الأنشطة الاقتصادية التي عادةً ما تشارك فيها كيانات الجريمة المنظمة، وتحديدًا الاتجار بالمخدرات وابتزاز السجناء والدعارة بين السجناء والقتل المأجور. تختلف الهيكلية التنظيمية المميزة لهذه العصابة -التي تحصر عضويتها على البيض فقط- من سجن إلى آخر، ولكنها تتميز عمومًا بهرميتها؛ إذ يرأسها مجلس مؤلف من اثني عشر عضوًا، وتعلوه لجنة مؤلفة من ثلاثة أعضاء. يلجأ الأخوة الآريون إلى استعمال مصطلحات ورموز وصور مختلفة من أجل التعريف بأنفسهم، ويشمل ذلك كلًا من نبات النفل والصليب المعقوف وغير ذلك من الرموز الأخرى. قد ينبغي على الأعضاء الجدد الراغبين بالانضمام إلى الأخوة الآريين القسم بالدم أو أداء اليمين. وكذلك يساعد على قبولهم في عصابة الأخوة الآريين أن يبدوا استعدادهم لقتل سجناء آخرين.

## لمحة تاريخية
مارست معظم السجون في الولايات المتحدة الفصل العرقي بين السجناء حتى ستينيات القرن العشرين. بادر العديد من السجناء إلى تنظيم أنفسهم في عصابات قائمة على العرق، وجاء ذلك بالترافق مع إقدام السجون على إلغاء الفصل العرقي. يسري الاعتقاد القائل إن عصابة الأخوة الآريين تأسست في سجن سان كوينتن، ولكن من الممكن أن تكون قد استوحيت من عصابة بلوبيرد. قرر أفراد العصابة الهجوم على الأمريكيين الأفارقة الذين كانوا في صدد تشكيل جماعة مسلحة خاصة بهم تحت مسمى عائلة الغوريلا السوداء. كان الأخوة الآريون على صلة بتشارلز مانسون وعائلة مانسون خلال مطلع سبعينيات القرن العشرين. كان العديد من أعضاء عائلة مانسون يقبعون في السجون في ذاك الوقت، وحاولوا حشد قواهم. بيد أن هذه العلاقة لم تدم طويلًا بسبب اعتراض الأخوة الآريين على قتل الممثلة الحامل شارون تيت.
توسعت عصابة الأخوة الآريين بسرعة في منظومة سجون ولاية كاليفورنيا، وشنوا في نهاية المطاف حربًا عرقيةً مع عصابات السجون الأخرى على غرار لا نويسترا فاميليا وعائلة الغوريلا السوداء خلال عام 1975. دفعت هذه الحرب العرقية مسؤولي السجون في ولاية كاليفورنيا إلى توزيع العصابات على سجون مختلفة في الولاية. تمكن الأخوة الآريون من مواصلة النمو وتطوير هرم القيادة الخاص بهم بعد عزلهم في سجن تشينو.
اتهِم توماس سيلفرستين وكلايتون فاونتين بقتل سجين أسود يدعى روبرت شابيل في وحدة التحكم الواقعة ضمن الإصلاحية الاتحادية في ماريون عام 1981. يُعتقد أن سيلفرستين وفاونتين أقدما على خنق شابيل في زنزانته. قتل سيلفرستين وفاونتين المدعو ريموند سميث، وهو أحد أصدقاء روبرت شابيل في وقت لاحق. قام الرجلان بطعن سميث 67 طعنة. بدأ سيلفرستين بعدها بالتخطيط لقتل موظف إصلاحي. أقدم أعضاء في عصابة الأخوة الآريين على قتل موظفين إصلاحيين اثنين في ماريون بتاريخ 22 أكتوبر عام 1983. أقدم سيلفرستين بعدها على قتل ضابط يدعى ميرل كلوتس من خلال الهجوم عليه وطعنه ما يقرب من 40 مرة. كذلك أقدم فاونتين على قتل ضابط يدعى روبرت هوفمان بعد انقضاء عدة ساعات على تلك الجريمة. كانت التكتيكات المستخدمة قد طورت من أجل تنفيذ جريمة قتل استهدفت سجينًا سابقًا؛ إذ استعمل سيلفرستين سكينًا يدوية الصنع ومفتاح للأصفاد أثناء اصطحابه إلى الحمامات. فتح الأخير القفل، ومن ثم هاجم وقتل ميرل كلوتس. استخدم فاونتين تكتيكات مماثلة لقتل روبرت هوفمان.
غير الأخوة الآريون تركيزهم بعيدًا عن القتل بدوافع عرقية محضة بحلول تسعينيات القرن العشرين، وركزوا على أوجه الجريمة المنظمة على غرار الاتجار بالمخدرات والدعارة وجرائم القتل المشروع. وتمتعوا بنفوذ يضاهي ما حظيت به جماعات الجريمة المنظمة ضمن منظومة السجون الأمريكية، وحصدوا في نهاية المطاف نفوذًا وتأثيرًا فاق ما حظيت به المافيا الأمريكية. تجسدت هذه الحالة حين تحدثت المزاعم عن طلب زعيم عائلة غامبينو جون غوتي من الأخوة الآريين إراقة دماء سجين أمريكي من أصول إفريقية قام بالاعتداء على غوتي أثناء حبسه في إصلاحية ماريون الاتحادية في عام 1996. نقِل مهاجم غوتي فورًا ووضع تحت الحماية، وتخلي عن عملية الانتقام المخطط لها.
قام أعضاء من الأخوة الآريين بالتعاون مع أعضاء من عصابة المسلمين السود وعصابات أخرى في منشأة جنوب أوهايو الإصلاحية بإثارة أعمال شغب في سجن لوكاسفيل في شهر أبريل من عام 1993. احتجز مثيرو الشغب عدة ضباط كرهائن، وقتلوا تسعة سجناء، ومن ثم قتلوا ضابطًا. شملت شكواهم تعرضهم للمعاملة السيئة على حد زعمهم والازدحام المفرط. كذلك طالب المسلمون السود وقف إجراء اختبار السل الإجباري الذي قالوا أنه خالف عقيدتهم.

## الأيديولوجيا والدوافع
كان الدافع الأولي لتشكيل الجماعة في سجن سان كوينتن في عام 1964 هو حماية أنفسهم من إحدى عصابات السجون السوداء الموجودة أصلًا. قال مركز قانون الحاجة الجنوبي أن الدافع الرئيسي للعصابة كان المال، وذلك على الرغم من اعتناقهم الواضح لأيديولوجيا تدعو إلى سيادة العرق الأبيض. بيد أن العصابة استطاعت تجاوز مواقفهم العنصرية بين الفينة والأخرى؛ على غرار دخولهم في تحالفات مع عصابات أمريكية لاتينية بهدف جني الأرباح.
بادر مركز قانون الحاجة الجنوبي المعني بمراقبة مجموعات الكراهية وغيرهم من المتطرفين الآخرين في جميع أنحاء الولايات المتحدة إلى توصيف عصابة الأخوة الآريين بـ«أقدم كبرى عصابات السجون المنادية بسيادة البيض في البلاد، وإحدى عصابات الجريمة المنظمة الوطنية»، ووصفوها بـ«أكبر وأفتك عصابة سجون في الولايات المتحدة».
ذكر داريل جونسون وهو رئيس فريق تحليل الإرهاب الداخلي المكلف بمراقبة نشاط الميليشيات اليمينية وغيرها من المجموعات الإرهابية الداخلية أن المنظمات المنادية بسيادة البيض مثلت «...تهديدًا من حيث نشرها للتطرف» في السجون، وارتكابها أعمال عنف داخل السجون، ومن ثم في المجتمعات الأكبر بعد إطلاق سراح أعضائها. جاء جونسون على ذكر الأخوة الآريين والأخوة الآريين في تكساس والدائرة الآرية كأمثلة عن عصابات السجون المؤمنة بسيادة البيض، والتي شكلت تهديدًا من حيث انتشار التطرف.
وصف مكتب التحقيقات الفدرالي عصابة الأخوة الآريين في تحقيق أجراه في سجون ولاية كاليفورنيا والذي انتهى في عام 1989 بأنه عبارة عن «...مجموعة عنيفة تؤمن بسيادة البيض»، في حين قام مؤتمر استخباراتي نظمته وزارة الأمن الداخلي وعقد في مدينة نيوبورت بولاية رود آيلاند في عام 2008 بتقسيم التطرف الداخلي العنيف إلى ثلاثة أنواع، واستنتج أن المجموعات المؤمنة بتفوق البيض من أمثال الأخوة الآريين لا تزال تشكل تهديدًا ومدعاة للقلق.

## التصنيف والتحليل
شكلت العصابة نسبة تقل عن 0.1% من مجموع عدد السجناء بحسب ما أورده مكتب التحقيقات الفدرالي اعتبارًا من عام 1992. بيد أنها كانت مسؤولة عما تراوحت نسبته من 18% إلى 25% من كافة جرائم القتل المرتكبة ضمن منظومة السجون الفدرالية.